# Леринско-костурска бригада
Леринско-костурска македонска бригада НОВЈ формирана је 22. октобра 1944. године у селу Градешници код Битоља. У њен састав ушли су ентички Македонци из Леринско-костурског народноослободилачког батаљона, дотада у саставу Народноослободилачке војске Грчке (ЕЛАС), и новопристиглих бораца из Егејске Македоније.

## Борбени пут бригаде
У садејству с осталим јединицама НОВ и ПО Македоније вршила је нападе на немачке колоне на путу Лерин-Битољ 18. и 19. октобра, из заседе ликвидирала Немце у колима 20. октобра, у садејству с борцима ЕЛАС-а водила борбе на подручју Лерина и након тога учествовала у ослобођењу Битоља 4. новембра 1944. године. При формирању Прве егејске ударне бригаде 18. новембра 1944. године, ушла је у њен састав.